# Melodinus phylliraeoides
Melodinus phylliraeoides är en oleanderväxtart som beskrevs av Jacques-Julien Houtou de La Billardière. Melodinus phylliraeoides ingår i släktet Melodinus och familjen oleanderväxter. Utöver nominatformen finns också underarten M. p. vestitus.